# LeCroy
LeCroy Corporation (США) — ведущий поставщик осциллографов, анализаторов протоколов.

## История
- 1964: Уолтер ЛеКрой (Walter LeCroy) основал компанию.
- 1972: После нескольких переездов внутри США компания открыла филиал в Женеве, Швейцария
- 1976: Компания переезжает в г. Чеснат Ридж, штат Нью-Йорк (США)
- 1985: LeCroy Corporation выпускает первый цифровой осциллограф
- 1993: Lutz P. Hickels становится президентом компании
- 1995: Компания производит первичное размещение акций на бирже NASDAQ
- 2000: LeCroy Corporation сертифицирована по стандарту ISO9001:2000
- 2004: Приобретена компания CATC, которая специализировалась на реализации анализаторов протоколов.
- 2005: Выпущен стробоскопический осциллограф серии WaveExpert с полосой пропускания 100 ГГц
- 2007: LeCroy SDA13000 — новый осциллограф реального времени с полосой пропускания 13 ГГц
- 2008: Корпорация LeCroy анонсировала бюджетную серию цифровых осциллографов WaveAce
- 2009: Начат выпуск новой серии осциллографов с полосой до 30 ГГц WaveMaster 8 Zi
- 2009: Обновлены популярные серии осциллографов WaveJet, WaveSurfer WaveRunner. Над дизайном обновлённых серий трудилось известное дизайнерское бюро
- 2010 LeCroy приступает к производству анализаторов цепей SPARQ
- 2010: Осциллографы серии WaveMaster 8 Zi-A достигли полосы пропускания 45 ГГц
- 2011: Начат выпуск революционной платформы осциллографов WaveRunner 6 Zi
- 2012: 29 мая 2012 года компании LeCroy Corporation и Teledyne Technologies Incorporated официально объявили о подписании соглашения, согласно которому компания LeCroy войдёт в состав Teledyne Technologies Incorporated
- 2012: Компания Teledyne LeCroy, Inc. (США) анонсировала новую серию многоканальных осциллографических систем LabMaster 10 Zi, полоса пропускания системы достигла 65 ГГц
- 2012: Компания Teledyne LeCroy, Inc. (США) представила две новые серии осциллографов (HDO4000 и HDO6000) с передовой технологией высокого разрешения НD4096.

## Продукция

### Цифровые осциллографы
- WaveAce — полоса пропускания от 40 МГц до 300 МГц, бюджетная серия осциллографов, выпускается с осени 2008 г. А с января 2010 появились 4-канальные модели
- WaveJet — полоса пропускания от 100 МГц до 500 МГц, портативная серия осциллографов
- WaveSurfer MXs-B — полоса пропускания от 200 МГц до 1 ГГц
- HDO4000 — осциллографы высокого разрешения, полоса пропускания от 200 МГц до 1 ГГц
- HDO6000 — осциллографы высокого разрешения, полоса пропускания от 350 МГц до 1 ГГц, вдвое больше, чем у HDO4000 памяти в стоке
- WaveRunner 6 Zi — полоса пропускания от 400 МГц до 4 ГГц
- WavePro 7 Zi-A — полоса пропускания от 1,5 ГГц до 6 ГГц; СВЧ-осциллографы; выпускаются с лета 2008 г.
- WaveMaster 8 Zi-A — полоса пропускания от 4 ГГц до 45 ГГц
- LabMaster 10 Zi — полоса пропускания от 25 ГГц до 65 ГГц; обеспечивает самую широкую полосу пропускания на январь 2012 г.
- WaveExpert — стробоскопический осциллограф.

В январе 2009 года компания LeCroy выпустила новую серию цифровых осциллографов WaveMaster 8 Zi. Уникальность этой серии заключается в том, что удалось преодолеть технологический барьер, не позволявший создавать осциллографы реального времени с полосой пропускания более 16 ГГц. Применяя технологию DBI LeCroy расширила полосу пропускания до 30 ГГц. Особенности технологии DBI позволяют наращивать полосу пропускания осциллографа программно-аппаратным способом.

### Осциллографы смешанных сигналов
- MSO MXs-B — серия из трёх осциллографов, построена на базе WaveSurfer, 4 аналоговых + 18 цифровых каналов, полосы пропускания от 400 МГц до 1 ГГц
- HDO4000-MS
- HDO6000-MS

### Анализаторы протоколов передачи данных
- SDA 7 Zi-A Series
- SDA 8 Zi-A Series

### Генераторы произвольной формы
- ArbStudio 1102
- ArbStudio 1102D
- ArbStudio 1104
- ArbStudio 1104D

### Векторные анализаторы цепей
- SPARQ-4002E — 2-портовый векторный анализатор цепей с автоматической калибровкой и диапазоном 0 — 40 ГГц
- SPARQ-4004E — 4-портовый векторный анализатор цепей с автоматической калибровкой и диапазоном 0 — 40 ГГц
- SPARQ-4002M — 2-портовый векторный анализатор цепей с ручной калибровкой и диапазоном 0 — 40 ГГц

## Технологии
- TriggerScan™ — технология является специальным решением по поиску редких аномалий в высокочастотном сигнале. TriggerScan™ является программно-аппаратным решением, использующим специальную высокоскоростную микросхему предзапуска, и позволяет проводить сканирование сигнала по различным комбинациям условий запуска. Является дальнейшим совершенствованием схемы интеллектуальный синхронизации и алгоритмов её функционирования. Работа TriggerScan™ состоит из двух фаз. Сначала происходит «тренировка» системы на нормальном сигнале без аномалий. На этой стадии TriggerScan™ производит настройки системы запуска. После того, как настройки интеллектуальной системы синхронизации определены, осциллограф переходит ко второй фазе работы путём последовательной загрузки настроек синхронизации, перевода осциллографа в ждущий режим по одной из них, ожидания при этой настройке в течение заданного времени, затем перехода к следующей настройке и т. д. Очень важный факт: эффективность TriggerScan™ не зависит от частоты входного сигнала.
- WaveScan™ — программный алгоритм для обнаружения редких событий в однократной развёртке, либо для сканирования развития событий по множеству развёрток в течение длительного периода времени. Предлагает 20 режимов поиска (длительность импульса, частота, время нарастания, скважность и т.д).
- X-Stream™ — технология представляет собой совокупность аппаратной системы сбора информации о сигнале, обеспечивающей высокую достоверность отображения его параметров, и специального метода потоковой передачи данных. Технология получила своё развитие в осциллографах серии WavePro 7 Zi, где использована следующая её версия — X-Stream II™, в основу которой положены специальный программный алгоритм передачи данных в виде сегментов переменной длины, что обеспечивает максимальную эффективность работы кэш-памяти процессора.
- DBI (англ. Digital Bandwidth Interleave — цифровое чередование полос пропускания) — технология увеличения частоты дискретизации, длины памяти и увеличения полосы пропускания путём чередования ресурсов нескольких каналов: АЦП и памяти.

## Награды
- 2005 — Best in Test в номинации — Осциллограф года — LeCroy WaveSurfer[2]
- 2009 — Best in Test в номинации — Осциллограф года — LeCroy WavePro 7 Zi[3]
- 2010 — DesignVision Awards в номинации — Испытательное и измерительное оборудование — LeCroy 830Zi[4]